# MIT/GNU Scheme
MIT/GNU Scheme — язык программирования, диалект и реализация языка Scheme, разновидности Лиспа. Он может производить нативные двоичные файлы для архитектуры x86 (IA-32, x86-64). В основном, поддерживает стандарт R7RS. Это свободное и открытое программное обеспечение, выпущенное под GNU General Public License (GPL). Впервые он был выпущен разработчиками из Массачусетского технологического института (MIT) в 1986 году как свободное программное обеспечение еще до появления Фонда свободного программного обеспечения, GNU и GPL. Теперь это часть Проекта GNU.
Он имеет богатую библиотеку среды выполнения, мощный отладчик на уровне исходного кода, компилятор нативного кода и встроенный Emacs-подобный редактор по имени Edwin.
Книги Структура и интерпретация компьютерных программ и Структура и интерпретация классической механики включают программное обеспечение, которое можно запускать в MIT/GNU Scheme.

## Edwin
Edwin — это встроенный Emacs-подобный редактор, который поставляется с MIT/GNU Scheme. При запуске Edwin обычно отображает буфер *scheme*, строку режима и мини-буфер. Как и в Emacs, строка режима дает информацию, такую как имя буфера над ней, и доступен ли этот буфер только для чтения, изменен или не изменен.